# Etmopterus
Genre
Les sagres (Etmopterus) forment un genre de petits requins.

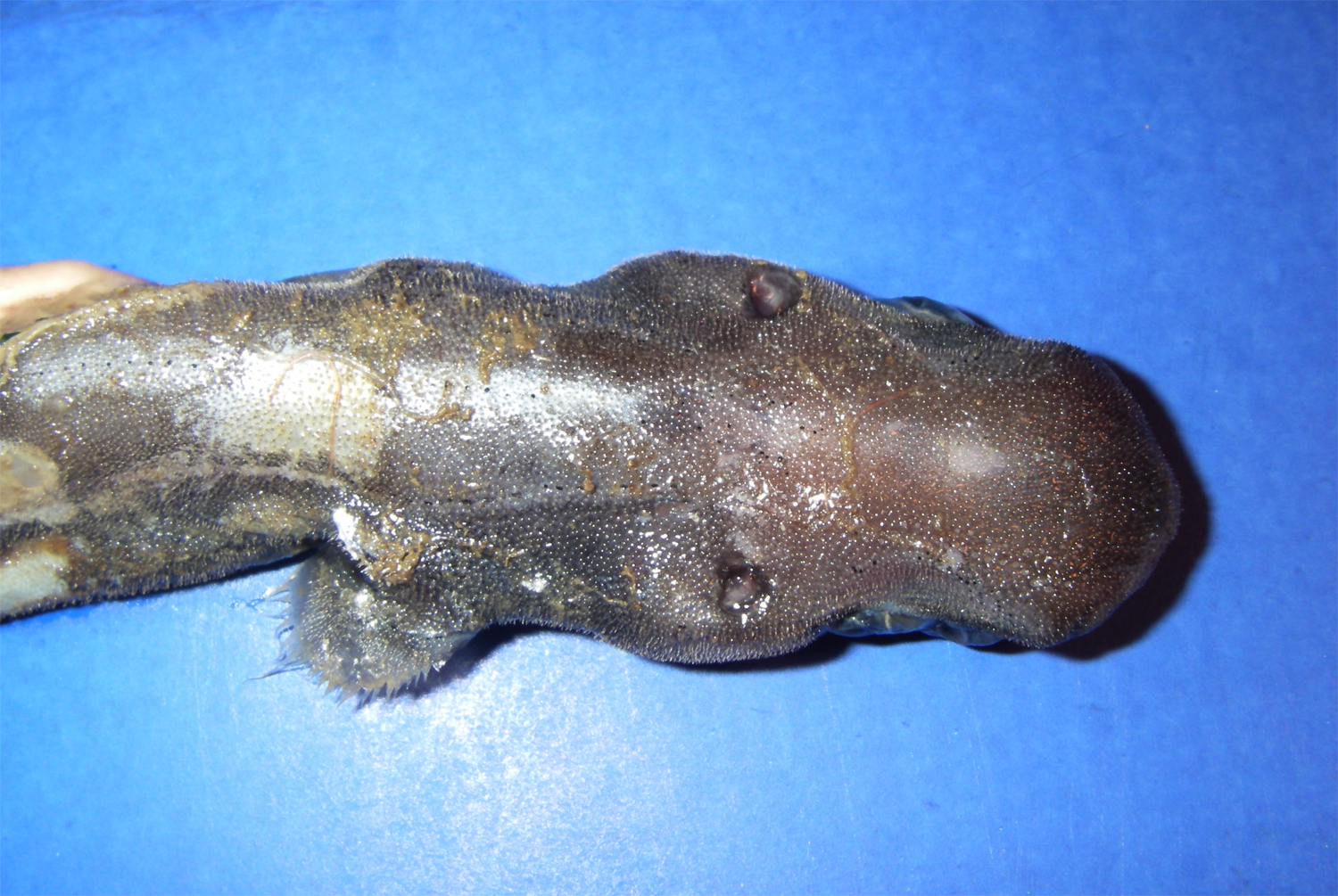
Tête de Etmopterus schultzi

## Liste des espèces
- Etmopterus baxteri (Garrick), 1957 - (Sagre porte-feu)
- Etmopterus bigelowi (Shirai & Tachikawa), 1993
- Etmopterus benchleyi V. E. Vásquez, Ebert & Long, 2015
- Etmopterus brachyurus (Smith & Radcliffe), 1912 - Sagre porte-feu à queue courte
- Etmopterus bullisi (Bigelow & Schroeder), 1957  - Sagre chien
- Etmopterus burgessi (Schaaf-Da Silva & Ebert), 2006
- Etmopterus carteri (S.Springer & G.H.Burgess), 1985 - Sagre-lanterne
- Etmopterus caudistigmus (Last,G.H.Burgess & Séret), 2002
- Etmopterus decacuspidatus  (W.L.Y.Chan), 1966 - (Sagre filtre)
- Etmopterus dianthus (Last,G.H.Burgess & Séret), 2002
- Etmopterus dislineatus (Last,G.H.Burgess & Séret), 2002
- Etmopterus evansi (Last,G.H.Burgess & Séret), 2002
- Etmopterus fusus (Last,G.H.Burgess & Séret), 2002
- Etmopterus gracilispinis (G.Krefft), 1968 - (Sagre rubané)
- Etmopterus granulosus (Gunther), 1880 - (Sagre à long nez)
- Etmopterus hillianus (Poey), 1861 - (Sagre antillais)
- Etmopterus joungi (Knuckey,Ebert & G.H.Burgess), 2011
- Etmopterus litvinovi (Parin & Kotlyar), 1990
- Etmopterus lucifer (D.S.Jordan & Snyder), 1902 - (Sagre lucifer)
- Etmopterus molleri (Whitley), 1939
- Etmopterus perryi (S.Springer & G.H.Burgess), 1985 - (Sagre elfe)
- Etmopterus polli (Bigelow,Schroeder & S.Springer), 1953 - (Sagre à menton lisse)
- Etmopterus princeps (Collett), 1904 - (Sagre rude)
- Etmopterus pseudosqualiolus (Last,G.H.Burgess & Séret), 2002
- Etmopterus pusillus  (R.T.Lowe), 1839 - (Sagre nain)
- Etmopterus pycnolepis (Kotlyar), 1990
- Etmopterus robinsi (Schofield & G.H.Burgess), 1997
- Etmopterus schultzi (Bigelow,Schroeder & S.Springer), 1953 - (Sagre à nageoires frangées)
- Etmopterus sculptus (Ebert,Compagno & De Vries), 2011
- Etmopterus sentosus (Bass,D'Aubrey & Kistnasamy), 1976 - (Sagre épineux)
- Etmopterus spinax (Linnaeus), 1758 - (Sagre commun)
- Etmopterus splendidus (Ka.Yano), 1988
- Etmopterus tasmaniensis (Myagkov & N.A.Pavlov), 1986
- Etmopterus unicolor (Engelhardt), 1912 - (Sagre brun)
- Etmopterus viator (Straube), 2011
- Etmopterus villosus (C.H.Gilbert), 1905 - (Sagre diablotin)
- Etmopterus virens (Bigelow,Schroeder & S.Springer), 1953 - (Sagre vert)